# هاربیندر سینگ
هاربیندر سینگ (انگلیسی: Harbinder Singh؛ زادهٔ ۸ ژوئیهٔ ۱۹۴۳) بازیکن هاکی روی چمن اهل هند است.